# Athletic Club de Boulogne-Billancourt
Der Athletic Club de Boulogne-Billancourt, kurz ACBB, ist ein französischer Sportverein aus Boulogne-Billancourt, der 1943 gegründet wurde. Auf die 34 Abteilungen des Vereins verteilen sich mehr als 9.000 Mitglieder.

## Bekannte Sektionen
- Athletic Club de Boulogne-Billancourt (Eishockey)
- Athletic Club de Boulogne-Billancourt (Fußball)
- Athletic Club de Boulogne-Billancourt (Radsport)
- Athletic Club de Boulogne-Billancourt (Rugby Union)
- Athletic Club de Boulogne-Billancourt (Tischtennis)